# OSO 5
Az OSO 5 (Orbiting Solar Observatory) amerikai napkutató műhold.

## Küldetés
A program célja Napkutatás. A Nap elektromágneses sugárzásának vizsgálata az ultraibolya és a röntgentartományban, valamint az égbolt, a geokorona és az állatövi fény tanulmányozása.

## Jellemzői
Tervezte a NASA, építette Ball Brothers Research Corporation (BBRC).
Megnevezések: OSO–5 (Orbiting Solar Observatory); COSPAR: 1969-006A. Kódszáma: 3663.
1969. január 22-én Floridából, a Légierő (USAF) Cape Canaveral rakétaindító bázisáról, az LC–17B (LC–Launch Complex) jelű indítóállványról, egy Thor–Delta (487/D64) hordozórakétával állították alacsony Föld körüli pályára (LEO = Low-Earth Orbit). Az orbitális pályája 95,60 perces, 32,9 fokos hajlásszögű, elliptikus pálya perigeuma 538 kilométer, az apogeuma 559 kilométer volt.
Tömege 291 kilogramm. Mérési adatait magnóra rögzítette, illetve közvetlenül a földi állomásokra továbbította. 1975 júniusában befejezte aktív szolgálatát.
1984. április 2-án 5548 nap (15,19 év) után belépett a légkörbe és megsemmisült.